# E-Prix di Città del Messico 2022
L'E-Prix di Città del Messico 2022 è stato il secondo appuntamento del Campionato mondiale di Formula E 2021-2022, che si è tenuto sul circuito Autodromo Hermanos Rodríguez il 12 febbraio 2022.
Pascal Wehrlein ha vinto la gara conquistando la sua prima vittoria in Formula E, al secondo posto il suo compagno di squadra André Lotterer seguito da Jean-Éric Vergne.

## Prove libere
| Pos.           | No.            | Pilota                 | Squadra           | Tempo          |
| Prove libere 1 | Prove libere 1 | Prove libere 1         | Prove libere 1    | Prove libere 1 |
| -------------- | -------------- | ---------------------- | ----------------- | -------------- |
| 1              | 36             | André Lotterer         | TAG Heuer Porsche | 1:07.509       |
| 2              | 23             | Sébastien Buemi        | Nissan e.dams     | 1:07.637       |
| 3              | 94             | Pascal Wehrlein        | TAG Heuer Porsche | 1:07.688       |
| Prove libere 2 |                |                        |                   |                |
| 1              | 13             | António Félix da Costa | DS Techeetah      | 1:07.345       |
| 2              | 36             | André Lotterer         | TAG Heuer Porsche | 1:07.386       |
| 3              | 25             | Jean-Éric Vergne       | DS Techeetah      | 1:07.397       |

## Qualifiche
| Gruppo A | Gruppo A | Gruppo A            | Gruppo A                  | Gruppo A  |
| Pos.     | No.      | Pilota              | Squadra                   | Qualifica |
| -------- | -------- | ------------------- | ------------------------- | --------- |
| 1        | 36       | André Lotterer      | TAG Heuer Porsche         | 1:07.675  |
| 2        | 48       | Edoardo Mortara     | ROKiT Venturi Racing      | 1:07.784  |
| 3        | 25       | Jean-Éric Vergne    | DS Techeetah              | 1:07.955  |
| 4        | 5        | Stoffel Vandoorne   | Mercedes EQ               | 1:08.001  |
| 5        | 22       | Maximilian Günther  | Nissan e.dams             | 1:08.087  |
| 6        | 28       | Oliver Askew        | Avalanche Andretti        | 1:08.110  |
| 7        | 11       | Lucas Di Grassi     | ROKiT Venturi Racing      | 1:08.129  |
| 8        | 30       | Oliver Rowland      | Mahindra Racing           | 1:08.139  |
| 9        | 23       | Sébastien Buemi     | Nissan e.dams             | 1:08.230  |
| 10       | 7        | Sérgio Sette Câmara | Dragon / Penske Autosport | 1:08.256  |
| 11       | 3        | Oliver Turvey       | NIO 333                   | 1:08.691  |

| Gruppo B | Gruppo B | Gruppo B               | Gruppo B                  | Gruppo B  |
| Pos.     | No.      | Pilota                 | Squadra                   | Qualifica |
| -------- | -------- | ---------------------- | ------------------------- | --------- |
| 1        | 94       | Pascal Wehrlein        | TAG Heuer Porsche         | 1:07.780  |
| 2        | 13       | António Félix da Costa | DS Techeetah              | 1:07.801  |
| 3        | 4        | Robin Frijns           | Envision Racing           | 1:07.811  |
| 4        | 17       | Nyck de Vries          | Mercedes EQ               | 1:07.900  |
| 5        | 37       | Nick Cassidy           | Envision Racing           | 1:07.904  |
| 6        | 9        | Mitch Evans            | Jaguar TCS Racing         | 1:07.914  |
| 7        | 29       | Alexander Sims         | Mahindra Racing           | 1:07.938  |
| 8        | 27       | Jake Dennis            | Avalanche Andretti        | 1:08.042  |
| 9        | 10       | Sam Bird               | Jaguar TCS Racing         | 1:08.174  |
| 10       | 99       | Antonio Giovinazzi     | Dragon / Penske Autosport | 1:08.343  |
| 11       | 33       | Dan Ticktum            | NIO 333                   | 1:08.561  |

|  | Quarti di finale | Quarti di finale | Quarti di finale |     |          | Semifinale | Semifinale | Semifinale |  |  | Finale | Finale | Finale |  |
|  |                  |                  |                  |     |          |            |            |            |  |  |        |        |        |  |
|  | DEV              | DEV              | 1:07.367         |     |          |            |            |            |  |  |        |        |        |  |
|  | DEV              | DEV              | 1:07.367         |     |          |            |            |            |  |  |        |        |        |  |
|  | LOT              | LOT              | 1:07.103         |     |          |            |            |            |  |  |        |        |        |  |
|  | LOT              | LOT              | 1:07.103         |     | MOR      | MOR        | 1:07.228   |            |  |  |        |        |        |  |
|  |                  |                  |                  |     | MOR      | MOR        | 1:07.228   |            |  |  |        |        |        |  |
|  |                  |                  | LOT              | LOT | 1:07.295 |            |            |            |  |  |        |        |        |  |
|  | FRI              | FRI              | LOT              | LOT | 1:07.295 | 1:07.672   |            |            |  |  |        |        |        |  |
|  | FRI              | FRI              |                  |     |          |            |            |            |  |  |        |        |        |  |
|  | MOR              | MOR              | 1:07.263         |     |          |            |            |            |  |  |        |        |        |  |
|  | MOR              | MOR              | 1:07.263         |     | MOR      | MOR        | 1:07.373   |            |  |  |        |        |        |  |
|  |                  |                  |                  |     |          |            |            |            |  |  |        |        |        |  |
|  |                  |                  | WEH              | WEH | 1:07.100 |            |            |            |  |  |        |        |        |  |
|  | JEV              | JEV              | WEH              | WEH | 1:07.100 | 1:07.347   |            |            |  |  |        |        |        |  |
|  | JEV              | JEV              |                  |     |          |            |            |            |  |  |        |        |        |  |
|  | DAC              | DAC              | 1:07.358         |     |          |            |            |            |  |  |        |        |        |  |
|  | DAC              | DAC              | 1:07.358         |     | JEV      | JEV        | 1:07.366   |            |  |  |        |        |        |  |
|  |                  |                  |                  |     | JEV      | JEV        | 1:07.366   |            |  |  |        |        |        |  |
|  |                  |                  | WEH              | WEH | 1:07.035 |            |            |            |  |  |        |        |        |  |
|  | VAN              | VAN              | WEH              | WEH | 1:07.035 | 1:07.719   |            |            |  |  |        |        |        |  |
|  | VAN              | VAN              |                  |     |          |            |            |            |  |  |        |        |        |  |
|  | WEH              | WEH              | 1:07.299         |     |          |            |            |            |  |  |        |        |        |  |

| Risultati qualifica | Risultati qualifica | Risultati qualifica    | Risultati qualifica       | Risultati qualifica | Risultati qualifica | Risultati qualifica | Risultati qualifica | Risultati qualifica |
| Pos.                | No.                 | Pilota                 | Squadra                   | Gruppi              | Quarti              | Semifinali          | Finale              | Griglia             |
| ------------------- | ------------------- | ---------------------- | ------------------------- | ------------------- | ------------------- | ------------------- | ------------------- | ------------------- |
| 1                   | 94                  | Pascal Wehrlein        | TAG Heuer Porsche         | 1:07.780            | 1:07.299            | 1:07.035            | 1:07.100            | 1                   |
| 2                   | 48                  | Edoardo Mortara        | ROKiT Venturi Racing      | 1:07.784            | 1:07.263            | 1:07.228            | 1:07.373            | 2                   |
| 3                   | 36                  | André Lotterer         | TAG Heuer Porsche         | 1:07.675            | 1:07.103            | 1:07.295            |                     | 3                   |
| 4                   | 25                  | Jean-Éric Vergne       | DS Techeetah              | 1:07.955            | 1:07.347            | 1:07.366            | 4                   |                     |
| 5                   | 13                  | António Félix da Costa | DS Techeetah              | 1:07.801            | 1:07.358            |                     | 5                   |                     |
| 6                   | 17                  | Nyck de Vries          | Mercedes EQ               | 1:07.900            | 1:07.367            | 6                   |                     |                     |
| 7                   | 4                   | Robin Frijns           | Envision Racing           | 1:07.811            | 1:07.672            | 7                   |                     |                     |
| 8                   | 5                   | Stoffel Vandoorne      | Mercedes EQ               | 1:08.001            | 1:07.719            | 8                   |                     |                     |
| 9                   | 37                  | Nick Cassidy           | Envision Racing           | 1:07.904            |                     | 9                   |                     |                     |
| 10                  | 22                  | Maximilian Günther     | Nissan e.dams             | 1:08.087            | 10                  |                     |                     |                     |
| 11                  | 9                   | Mitch Evans            | Jaguar TCS Racing         | 1:07.914            | 11                  |                     |                     |                     |
| 12                  | 28                  | Oliver Askew           | Avalanche Andretti        | 1:08.110            | 12                  |                     |                     |                     |
| 13                  | 29                  | Alexander Sims         | Mahindra Racing           | 1:07.938            | 13                  |                     |                     |                     |
| 14                  | 11                  | Lucas Di Grassi        | ROKiT Venturi Racing      | 1:08.129            | 14                  |                     |                     |                     |
| 15                  | 27                  | Jake Dennis            | Avalanche Andretti        | 1:08.042            | 15                  |                     |                     |                     |
| 16                  | 30                  | Oliver Rowland         | Mahindra Racing           | 1:08.139            | 16                  |                     |                     |                     |
| 17                  | 10                  | Sam Bird               | Jaguar TCS Racing         | 1:08.174            | 17                  |                     |                     |                     |
| 18                  | 23                  | Sébastien Buemi        | Nissan e.dams             | 1:08.230            | 18                  |                     |                     |                     |
| 19                  | 99                  | Antonio Giovinazzi     | Dragon / Penske Autosport | 1:08.343            | 19                  |                     |                     |                     |
| 20                  | 7                   | Sérgio Sette Câmara    | Dragon / Penske Autosport | 1:08.256            | 20                  |                     |                     |                     |
| 21                  | 33                  | Dan Ticktum            | NIO 333                   | 1:08.561            | 21                  |                     |                     |                     |
| 22                  | 3                   | Oliver Turvey          | NIO 333                   | 1:08.691            | 22                  |                     |                     |                     |

## Gara
| Pos. | No. | Pilota                 | Squadra                   | Giri | Tempo/Ritiro | Griglia | Punti |
| ---- | --- | ---------------------- | ------------------------- | ---- | ------------ | ------- | ----- |
| 1    | 94  | Pascal Wehrlein        | TAG Heuer Porsche         | 40   | 47:20.404    | 1       | 25+3  |
| 2    | 36  | André Lotterer         | TAG Heuer Porsche         | 40   | +0.302       | 3       | 18    |
| 3    | 25  | Jean-Éric Vergne       | DS Techeetah              | 40   | +9.051       | 4       | 15    |
| 4    | 13  | António Félix da Costa | DS Techeetah              | 40   | +9.975       | 5       | 12    |
| 5    | 48  | Edoardo Mortara        | ROKiT Venturi Racing      | 40   | +18.356      | 2       | 10    |
| 6    | 17  | Nyck de Vries          | Mercedes EQ               | 40   | +19.020      | 6       | 8+1   |
| 7    | 4   | Robin Frijns           | Envision Racing           | 40   | +20.232      | 7       | 6     |
| 8    | 23  | Sébastien Buemi        | Nissan e.dams             | 40   | +23.394      | 18      | 4     |
| 9    | 22  | Maximilian Günther     | Nissan e.dams             | 40   | +26.497      | 10      | 2     |
| 10   | 27  | Jake Dennis            | Avalanche Andretti        | 40   | +26.829      | 15      | 1     |
| 11   | 5   | Stoffel Vandoorne      | Mercedes EQ               | 40   | +27.086      | 8       |       |
| 12   | 11  | Lucas Di Grassi        | ROKiT Venturi Racing      | 40   | +27.525      | 14      |       |
| 13   | 37  | Nick Cassidy           | Envision Racing           | 40   | +28.794      | 9       |       |
| 14   | 3   | Oliver Turvey          | NIO 333                   | 40   | +32.978      | 22      |       |
| 15   | 10  | Sam Bird               | Jaguar TCS Racing         | 40   | +35.677      | 17      |       |
| 16   | 30  | Oliver Rowland         | Mahindra Racing           | 40   | +36.047      | 16      |       |
| 17   | 28  | Oliver Askew           | Avalanche Andretti        | 40   | +36.395      | 12      |       |
| 18   | 33  | Dan Ticktum            | NIO 333                   | 40   | +44.607      | 21      |       |
| 19   | 9   | Mitch Evans            | Jaguar TCS Racing         | 40   | +1:02.458    | 11      |       |
| 20   | 7   | Sérgio Sette Câmara    | Dragon / Penske Autosport | 40   | +1:21.406    | 20      |       |
| Rit  | 99  | Antonio Giovinazzi     | Dragon / Penske Autosport | 21   | Foratura     | 19      |       |
| Rit  | 29  | Alexander Sims         | Mahindra Racing           | 1    | Incidente    | 13      |       |

## Classifiche
La classifica dopo la gara:
Classifica piloti
| +/- | Pos | Pilota                 | Punti |
| --- | --- | ---------------------- | ----- |
|     | 1   | Edoardo Mortara        | 43    |
|     | 2   | Nyck de Vries          | 38    |
|     | 3   | Pascal Wehrlein        | 30    |
|     | 4   | André Lotterer         | 30    |
|     | 5   | Stoffel Vandoorne      | 28    |
|     | 6   | Jean-Éric Vergne       | 27    |
|     | 7   | Jake Dennis            | 26    |
|     | 8   | Lucas Di Grassi        | 25    |
|     | 9   | Robin Frijns           | 24    |
|     | 10  | António Félix da Costa | 12    |
|     | 11  | Sam Bird               | 12    |
|     | 12  | Nick Cassidy           | 7     |
|     | 13  | Sébastien Buemi        | 4     |
|     | 14  | Oliver Rowland         | 4     |
|     | 15  | Oliver Askew           | 2     |
|     | 16  | Maximilian Günther     | 2     |
|     | 17  | Mitch Evans            | 1     |
|     | 18  | Oliver Turvey          | 0     |
|     | 19  | Alexander Sims         | 0     |
|     | 20  | Sérgio Sette Câmara    | 0     |
|     | 21  | Dan Ticktum            | 0     |
|     | 22  | Antonio Giovinazzi     | 0     |

Classifica squadre
| +/- | Pos | Squadra                          | Punti |
| --- | --- | -------------------------------- | ----- |
|     | 1   | ROKiT Venturi Racing             | 68    |
|     | 2   | Mercedes EQ Formula E Team       | 66    |
|     | 5   | TAG Heuer Porsche Formula E Team | 60    |
|     | 7   | DS Techeetah                     | 39    |
|     | 4   | Envision Racing                  | 31    |
|     | 3   | Avalanche Andretti Formula E     | 28    |
|     | 6   | Jaguar TCS Racing                | 13    |
|     | 9   | Nissan e.dams                    | 6     |
|     | 8   | Mahindra Racing                  | 4     |
|     | 11  | NIO 333 Formula E Team           | 0     |
|     | 10  | Dragon / Penske Autosport        | 0     |